# Ricardo Richter
Ricardo Richter (24 agosto 1988) è un attore, doppiatore e conduttore radiofonico tedesco.

## Biografia
È il fratello minore dell'attore e doppiatore Raúl Richter, con lui ha vissuto i primi anni di vita a Lima, in Perù.
È entrato nel mondo del doppiaggio a 11 anni, scoperto dalla doppiatrice Jill Böttcher.
Nel 2009 è apparso come attore in 6 episodi della serie televisiva Schloss Einstein.

## Doppiaggio

### Film
- Daniel Logan in Star Wars - Episodio II - L'attacco dei cloni
- Devon Bostick in Adoration, Diario di una schiappa - Vita da cani
- Tyler Hoechlin in Era mio padre
- Josh Hutcherson in Aiuto vampiro, I ragazzi stanno bene, The Forger, Red Dawn - Alba rossa, Hunger Games, Hunger Games - La ragazza di fuoco, Escobar, Hunger Games - Il canto della rivolta - Parte 1, Five Nights at Freddy's
- Aaron Taylor-Johnson in Kick-Ass 2, Tenet
- Tom Bateman in Assassinio sull'Orient Express, Assassino sul Nilo
- David Dastmalchian in Ant-Man and the Wasp: Quantumania
- Alden Ehrenreich in Ave, Cesare!, Cocainorso

### Film d'animazione
- Brett in Lorax - Il guardiano della foresta
- Mokuba Kaiba in Yu-Gi-Oh!: The Dark Side of Dimensions
- Goten in Dragon Ball Z - Sfida alla leggenda, Dragon Ball Z - L'irriducibile bio-combattente, Dragon Ball Z - Il diabolico guerriero degli inferi, Dragon Ball Z - L'eroe del pianeta Conuts

### Serie televisive
- Ben Hogestyn in Ned - Scuola di sopravvivenza
- Lino Facioli in Sex Education

### Serie televisive d'animazione
- Mokuba Kaiba in Yu-Gi-Oh!
- Goten in Dragon Ball Z
- Mako in La leggenda di Korra
- Huss in Wolf's Rain
- Ken Kaneki in Tokyo Ghoul
- Lê Chiến Kim in Miraculous - Le storie di Ladybug e Chat Noir
- Akiteru Tsukishima in Haikyu!!
- Haruka Nanase in Free!
- Lyon Vastia in Fairy Tail
- Shark in Yu-Gi-Oh! Zexal[2]
- Blunck in LEGO Ninjago
- Ultimate Mechamaru in Jujutsu kaisen
- Tyler Tuskmon in Monsters & Co. la serie - Lavori in corso!
- Toya Todoroki in My Hero Academia
- Big Nacho in Primos

### Videogiochi
- Marcus Holloway in Watch Dogs 2